# Havelockia exigua
Havelockia exigua is een zeekomkommer uit de familie Phyllophoridae.
De wetenschappelijke naam van de soort werd in 1958 gepubliceerd door Gustave Cherbonnier.